# FK Mladost Doboj Kakanj
Maillots
Dernière mise à jour : 25 janvier 2025.
Le Fudbalski Klub Mladost Doboj Kakanj, plus couramment abrégé en Mladost Doboj Kakanj, est un club bosnien de football fondé en 1959 et basé dans le village de Doboj, à côté de Kakanj (à ne pas confondre avec la ville de Doboj au Nord du pays).

## Histoire
Le club est fondé en 1959 sur les bases du FK Doboj, fondé en 1956, et joue dans les ligues inférieures yougoslaves. Après l'indépendance de la Bosnie, il rejoint les divisions inférieures de la fédération de Bosnie-et-Herzégovine. En 2010, le club est promu en troisième division, puis trois années plus tard, est promu en deuxième division.
En 2015, Mladost est champion de deuxième division et promu en Premijer Liga.
Pour sa première saison en Premijer Liga, le club échappe à la relégation en terminant à la 10e place.
En 2017, Mladost atteint la demi-finale de la Coupe de Bosnie-Herzégovine, éliminé par le futur vainqueur, le FK Sarajevo.

## Palmarès
| \| - Championnat de Bosnie-Herzégovine de deuxième division (1) : - Champion : 2014-2015. - Championnat de Bosnie-Herzégovine de troisième division (1) : - Champion : 2012-2013. \| |
| - Championnat de Bosnie-Herzégovine de deuxième division (1) : - Champion : 2014-2015. - Championnat de Bosnie-Herzégovine de troisième division (1) : - Champion : 2012-2013.       |

## Personnalités du club

### Présidents du club
- Mensur Mušija

### Entraîneurs du club
| - Elvedin Beganović (9 juillet 2013 – 17 avril 2014) - Nijaz Kapo (17 avril 2014 – 14 juin 2015) - Ibrahim Rahimić (14 juin 2015 – 26 septembre 2016) - Husref Musemić (27 septembre 2016 – 1er juin 2017) - Edis Mulalić (11 juin 2017 – 8 avril 2018) - Nermin Šabić (11 avril 2018 – 16 août 2018) | - Adnan Zildžović (17 août 2018 – 8 avril 2019) - Elvedin Beganović (8 avril 2019 – 10 septembre 2019) - Ibrahim Rahimić (10 septembre 2019 - 27 novembre 2019) - Fahrudin Šolbić (27 novembre 2019 - 1er août 2020) - Elvedin Beganović (1er août 2020 - 24 août 2020) - Nemanja Miljanović (24 août 2020 - ) |